# Soal
Soal (en francès Soual) és un municipi francès situat al departament del Tarn i a la regió d'Occitània.

## Demografia
| 1962                                       | 1968  | 1975  | 1982  | 1990  | 1999  | 2006  |
| ------------------------------------------ | ----- | ----- | ----- | ----- | ----- | ----- |
| 1.136                                      | 1.244 | 1.459 | 1.717 | 1.990 | 1.987 | 2.125 |
| Des de 1962: població sense dobles comptes |       |       |       |       |       |       |

## Administració
| Període   | Identitat          | Partit |
| --------- | ------------------ | ------ |
| 1948-1965 | Gérard Heuillet    |        |
| 1965-1983 | Michel Rondeau     |        |
| 1983-2001 | Jean-Claude Aninat |        |
| 2001-     | Michel Auriol      |        |

## Agermanament
- Calaf